# Lagenantha
Lagenantha är ett släkte av amarantväxter. Lagenantha ingår i familjen amarantväxter.
Kladogram enligt Catalogue of Life:
| Lagenantha | \| \| Lagenantha cycloptera \| \| \| \| \| \| Lagenantha gillettii \| \| \| \| \| \| Lagenantha nogalensis \| \| \| \| |
|            | \| \| Lagenantha cycloptera \| \| \| \| \| \| Lagenantha gillettii \| \| \| \| \| \| Lagenantha nogalensis \| \| \| \| |
|            | Lagenantha cycloptera                                                                                                  |
|            | |
|            | Lagenantha gillettii                                                                                                   |
|            | |
|            | Lagenantha nogalensis                                                                                                  |
|            | |